# 贺龙体育文化中心
贺龙体育文化中心（新世纪文化中心）位于湖南省长沙市城南的天心区内，由芙蓉中路、劳动西路、白沙路与城南西路合围的大片区域，总面积约为70公顷。该中心于2000年12月28日开工，2003年10月7日举行落成典礼，在贺龙体育场馆的基础上，经过改造和增扩功能齐备的辅助设施形成的。贺龙体育文化中心包括主体建筑贺龙体育场以及贺龙体育馆、网球场、摩天轮、城市商业广场、酒店式公寓及其它基础设施，具备体育竞技、全民健身、购物与休闲等多项功能，是为长沙的标志性建筑之一。2003年中国大陆第五届城运会在长沙召开，贺龙体育文化中心为这次大赛的主场馆之一，其开幕式与闭幕式均在这里举行。

## 贺龙体育场

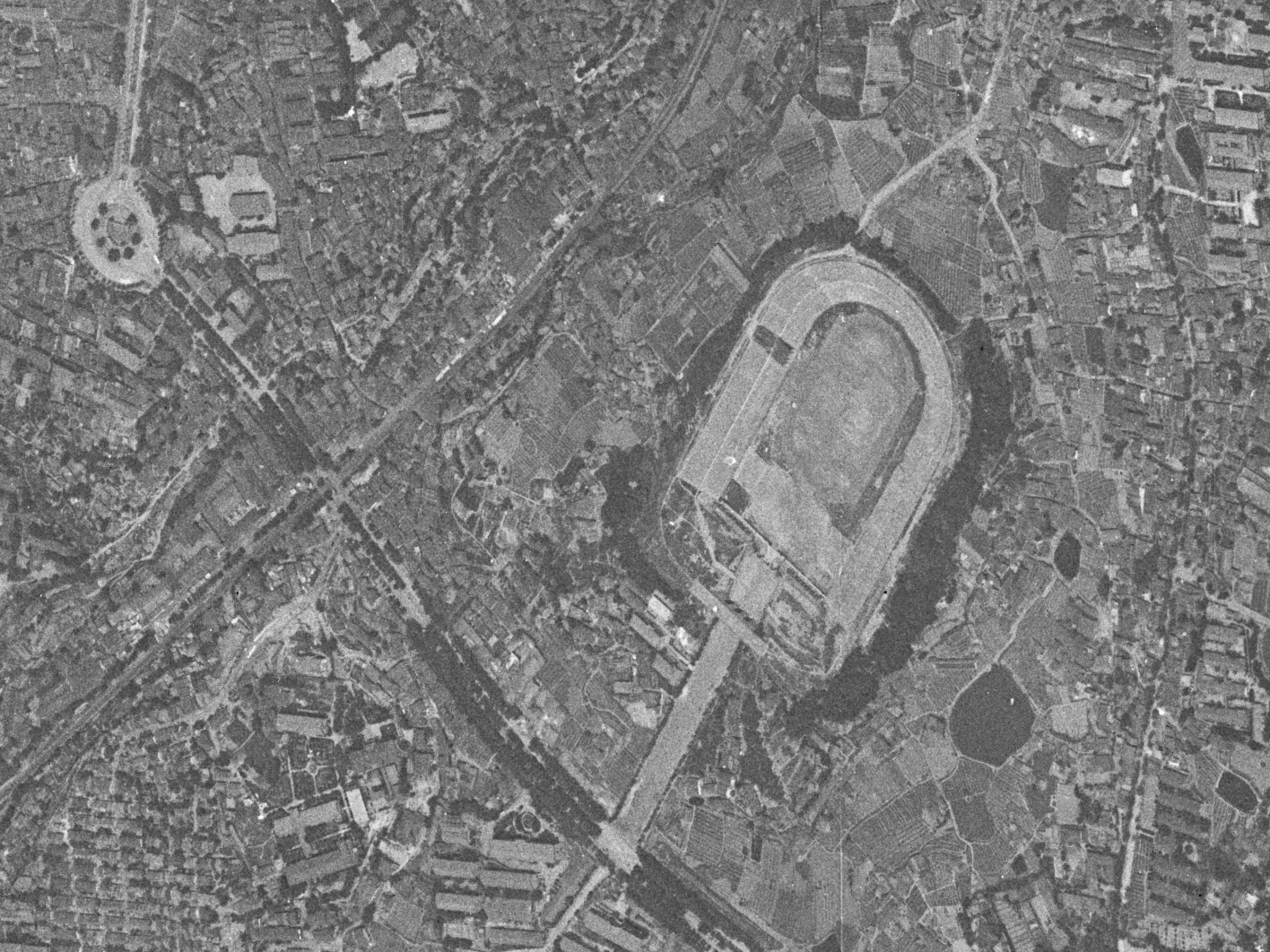
湖南省劳动人民体育场卫星图（1967年）

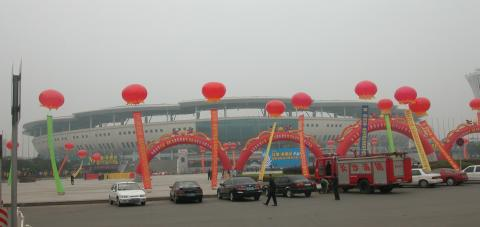
主场馆“贺龙体育场”，建筑的改扩建工作于2003年10月7日落成

贺龙体育场为“贺龙体育文化中心”主体建筑。原址为“山塘冲”（又名“五马奔槽”），1950年长沙市政府规划这一区域为体育运动场所，1952年建成体育场的雏形，1959至1960年增建田径场、足球场及看台，名为“湖南省劳动人民体育场”；1973年改建主席台及田径场；1984年更名为“长沙市体育场”；1985年10月在“长沙市体育场”基础上进行扩建，1987年10月10日落成，更名为“贺龙体育场”，是中国大陆第一座以领袖人物名字——贺龙命名的体育场。

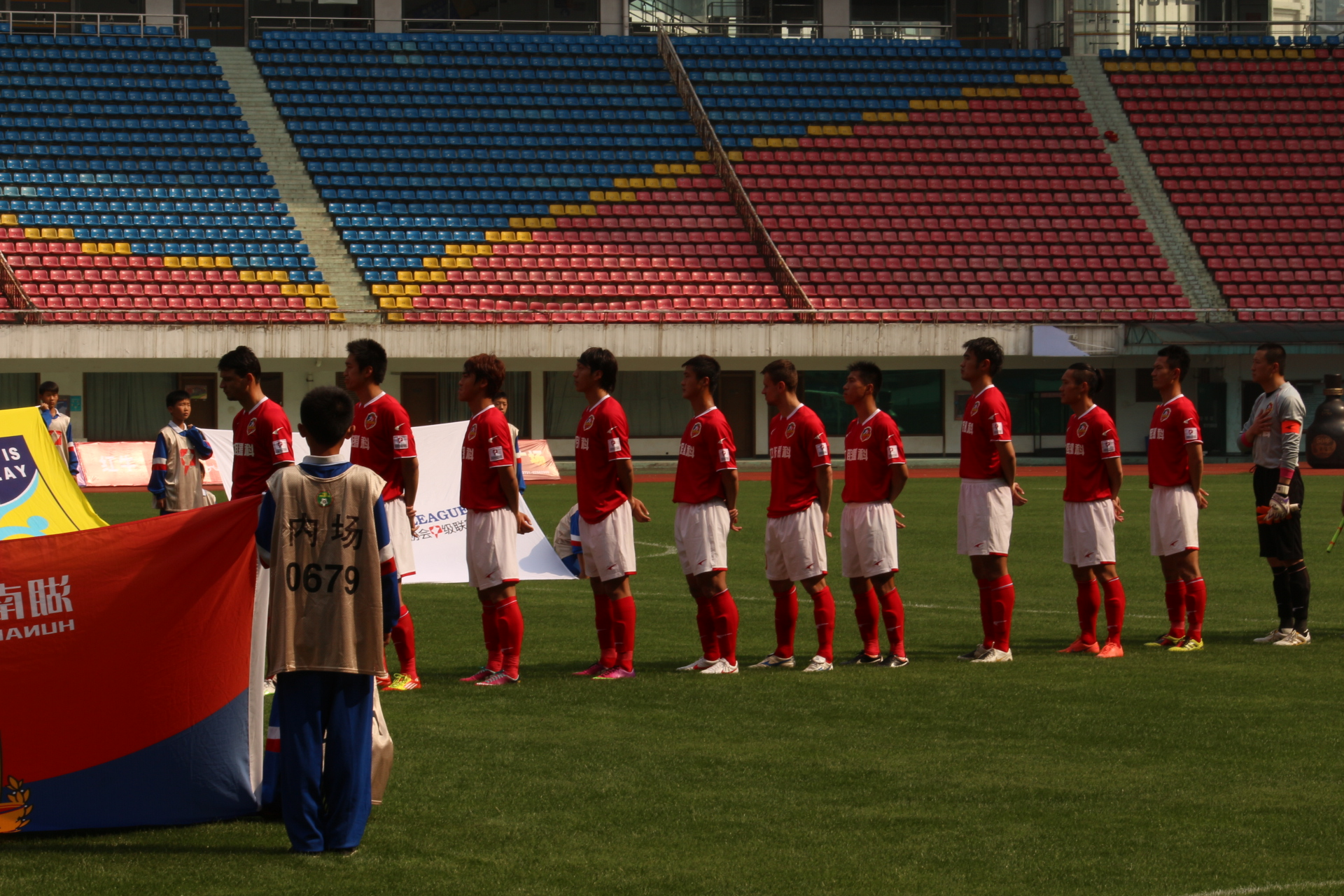
2013年4月28日，湖南湘涛战平重庆FC的比赛。

1987年改造落成的贺龙体育场占地面积15万平方米，看台面积2.1万平方米，可容纳观众5.5万人，场地规模仅次于北京工人体育场和广州天河体育场，居中国大陆第三位。内场面积24000平方米，中央是天然草皮足球场，长105米、宽68米。足球场周围有400米环形塑胶跑道8条。场内地面平整度均在水准差3毫米以下，达到国际比赛规定的标准。该场先后举行过中国足球甲级联赛，“贺龙杯”足球赛，以及一些全国性田径单项比赛；伊朗、苏联、日本等国的足球队也曾在该场进行过访问比赛。

## 贺龙体育馆

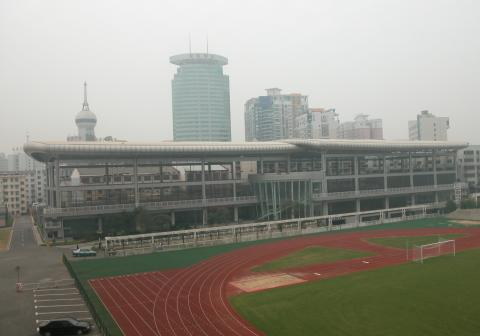
大型室内网球场

“贺龙体育馆”位于贺龙体育文化中心靠劳动西路一侧，为一座综合性多功能的现代化体育馆。该馆总建筑面积18425平方米，固定与活动坐席6500个，比赛大厅面积为58×30米，是继首都体育馆、上海体育馆之后，中国大陆较重要的综合性体育馆。该馆于1987年12月9日动工，1991年11月竣工。馆内能进行体操、网球、手球、羽毛球、体操等运动项目的比赛，也可举行文艺、杂技演出和各种集会。二层平面设有观众休息大厅及彩色玻璃钢座席；三层平面设有控制中心。
- 该馆曾成功承接过第一届亚洲体操锦标赛、中美男篮对抗赛、五城会体操蹦床比赛、五城会男子篮球决赛等国内外大型赛事，多次承办CBA和WCBA重大赛事。

## 摩天轮

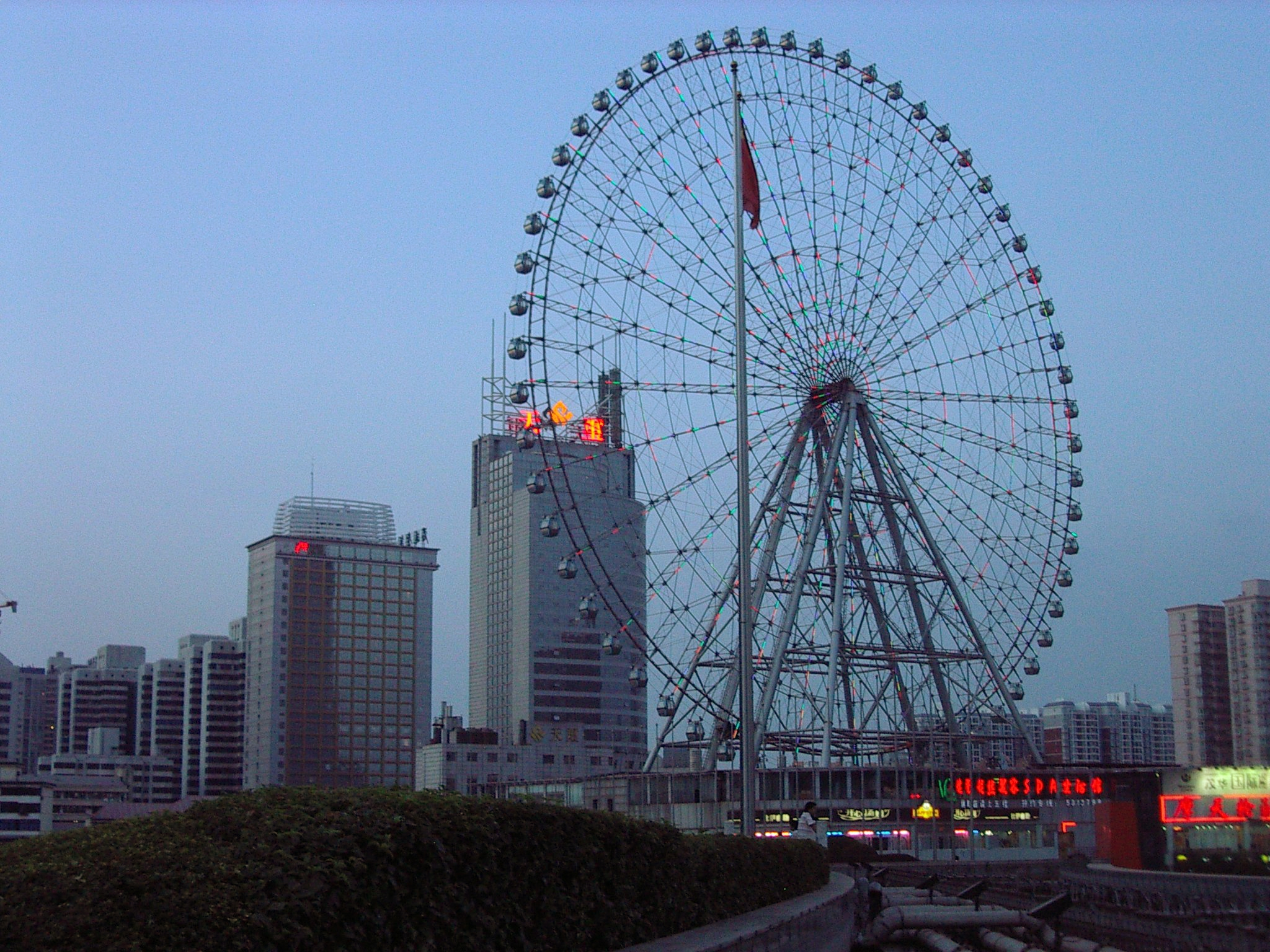
中國第一高的摩天轮

2004年9月30日竣工的摩天轮位于贺龙体育文化中心东北临芙蓉路一侧，为旅游与休闲的重要景观，2004年10月1日正式向大众开放。该摩天轮高120米，直径为99米，以高度來說目前與日本福岡的天空之夢福岡（Sky Dream Fukuoka）並列亞洲最高，但卻在直徑上略遜於後者的112米（世界第一高的摩天輪是位於英国伦敦、135米高的倫敦眼）。它的最大特色是建在屋顶之上，其座舱为全封闭装置，底座设有6个座位，上半部则为通透式顶盖。所有座舱均配备冷暖空调、真皮沙发坐椅和背景音乐。一个座舱造价大体相当于一部奥迪（A6）。安装在摩天轮中心的转轴可以发出50多种不同色彩的电脑组合灯光，能在夜间构成50条色彩斑斓的“彩练”。摩天轮的最外圈也设置了光环，能发出多种不同色彩的光。游客坐在座舱内绕摩天轮一周需要20分钟，可将长沙市的风貌一览无余。

## 主要活動

### 文娛演出
- 2000年9月23日，王菲《唱遊大世界巡迴演唱會》（長沙站）
- 2005年9月24日，劉德華《Vision Tour 中國巡迴演唱會》（長沙站）
- 2006年11月25日，張韶涵《百變新勢力世界巡迴演唱會》（長沙站）
- 2007年6月1日，張學友《學友光年世界巡迴演唱會》（長沙站）
- 2007年10月13日，S.H.E《移動城堡世界巡迴演唱會》（長沙站）<體育場>
- 2008年6月21日，周杰倫《2008世界巡迴演唱會》（長沙站）
- 2009年4月10日，劉德華《Wonderful World 中國巡迴演唱會》（長沙站）
- 2009年9月19日，縱貫線《2009年世界巡迴演唱會》（長沙站）
- 2010年5月22日，譚詠麟×李克勤《2010左麟右李演唱會》（長沙站）
- 2010年10月15日，林俊傑《I AM 世界巡迴演唱會》（長沙站）
- 2011年5月14日，劉德華《Unforgettable 中國巡迴演唱會》（長沙站）
- 2011年6月25日，周杰倫《超時代世界巡迴演唱會》（長沙站）
- 2011年9月9日，張學友《1/2世紀世界巡迴演唱會》（長沙站）
- 2011年9月17日，郭富城《舞林正傳世界巡迴演唱會》（長沙最終站）
- 2012年5月26日，陳奕迅《DUO 世界巡迴演唱會》（長沙站）
- 2012年8月31日，王力宏《MUSIC-MAN Ⅱ 火力全開 世界巡迴演唱會》（長沙站）
- 2012年9月15日，張惠妹《AMeiZING 15週年世界巡迴演唱會》（長沙站）
- 2012年11月3日，五月天《諾亞方舟世界巡迴演唱會》（長沙站）
- 2014年5月10日，周杰倫《魔天倫世界巡迴演唱會》（長沙站）
- 2015年4月4日，陳奕迅《ANOTHER EASON's LIFE 世界巡迴演唱會》（長沙首站）
- 2016年3月26日，BIGBANG《MADE V.I.P歌迷見面會》（長沙站）
- 2016年5月28日，張惠妹《烏托邦世界巡城演唱會》（長沙站）
- 2016年6月11日，鄭伊健、陳小春、謝天華、錢嘉樂、林曉峰《一起兄弟 歲月友情全國巡迴演唱會》（長沙站）
- 2016年11月5日，五月天《Just Rock It! 就是世界巡迴演唱會》（長沙站）
- 2016年11月18日-19日，周杰倫《地表最強世界巡迴演唱會》（長沙站）
- 2017年9月23日，汪峰《“岁月”超级巡演》（長沙站）
- 2017年11月25日-26日，張學友《A CLASSIC TOUR 學友.經典世界巡迴演唱會》（長沙站）
- 2018年4月14日-15日，五月天《人生無限公司巡迴演唱會》（長沙站）[2]
- 2018年5月11日-12日，周杰倫《地表最強2世界巡迴演唱會》（長沙站）
- 2018年9月21日，薛之謙《摩天大樓世界巡迴演唱會》（長沙站）
- 2018年11月10日，王力宏《龍的傳人2060世界巡迴演唱會》（長沙站）
- 2019年5月18日，张杰《未·LIVE巡回演唱会》（長沙站）
- 2019年6月22日，林俊傑《聖所2.0世界巡迴演唱會》（長沙站）
- 2019年11月9日-10日，周杰倫《嘉年華世界巡迴演唱會》（長沙站）
- 2023年9月2日，蔡依林《Ugly Beauty世界巡迴演唱會》（長沙站）
- 2024年4月12-14日，鄧紫棋《G.E.M. I AM GLORIA 世界巡回演唱會》（長沙站）
- 2024年5月18日，楊千嬅《MY TREE OF LIVE世界巡迴演唱會》（長沙站）
- 2024年5月30-6月2日，周杰倫《嘉年華世界巡迴演唱會》（長沙站）
- 2024年6月14-16日，薛之謙《天外来物世界巡回演唱会》（長沙站）
- 2025年10月18日，林憶蓮《迴響 Resonance 2025 巡迴演唱會》（長沙站）